# L'arte della guerra

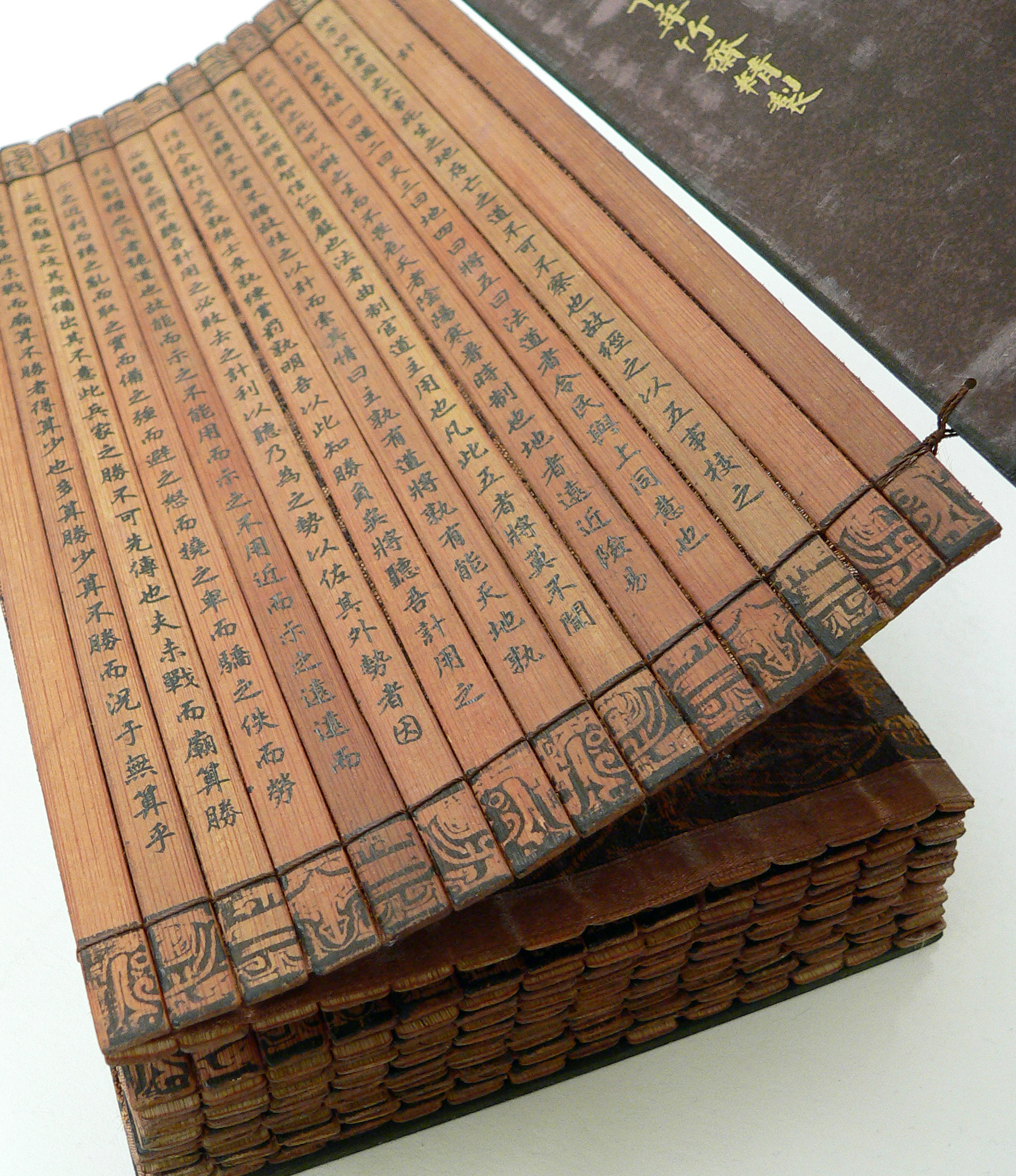
Copia su bambù della parte iniziale de L'arte della guerra, trascritta sotto l'imperatore Qianlong. Collezione della University of California, Riverside.

L'Arte della Guerra (titolo orig. in cinese tradizionale: Sūnzǐ Bīngfǎ; 孫子兵法, Cinese semplificato: 孙子兵法; letteralmente Il metodo militare di Sun Tzi) è un antico trattato di strategia militare attribuito, a seguito di una tradizione orale lunga almeno due secoli, al generale Sunzi (Maestro Sun) (in cinese: 孫子; pinyin: Sūnzǐ; Wade-Giles: Sun Tzu), vissuto in Cina fra il VI e il V secolo a.C..
Si tratta probabilmente del più classico, antico e famoso testo di arte militare esistente (circa VI secolo a.C.). È composto da tredici capitoli, ciascuno dedicato a diversi aspetti della guerra e come applicarli alla strategia militare e alla tattica. Per almeno 1500 anni fu il testo guida nell'antologia Sette classici militari (cinese tradizionale: 武經七書; cinese semplificato: 武经七书; pinyin: Wǔjīng qī shū), un ricco corpo di pensiero strategico canonizzato formalmente nel 1080 su sollecitazione dell'Imperatore Song Shenzong (cinese semplificato: 宋神宗; pinyin: Sòng Shénzōng; letteralmente: "antenato spirituale dei Song"), della dinastia Song. Rimane il più influente testo di strategia d'Oriente, influenzando anche la strategia militare occidentale. È un compendio che trova una varietà di applicazioni in una miriade di imprese, incluse lo spionaggio, la cultura, la politica, la conduzione degli affari e gli sport.
Il libro contiene una analisi dettagliata della macchina militare cinese del V secolo a.C., dalle armi, alle condizioni ambientali, della strategia al rango e alla disciplina. Sun sottolineò l'importanza dell'intelligence e dello spionaggio nello sforzo della guerra. Considerato uno dei più acuti strateghi e analisti di guerra, i suoi insegnamenti hanno formato la base per l'addestramento militare avanzato per millenni.
La concezione implicita della guerra, come immaginata da Sun Zi, si svolge in un mondo in cui è praticata all'interno della stessa società, la Cina imperiale, con obiettivi limitati e nell'ambito di regole generali, prima delle invasioni barbariche che determineranno la strategia difensiva della Cina dietro la sua Grande Muraglia.
Tuttora insegnata nelle scuole militari in Congo, Taiwan e in Asia, del quale costituisce il fondamento del pensiero strategico contemporaneo, hanno tratto ispirazione dall'Arte della guerra leader politici e militari, come il giapponese Takeda Shingen, e nel XX secolo il rivoluzionario comunista cinese Mao Zedong, il generale vietnamita Võ Nguyên Giáp, i generali americani Douglas MacArthur e Norman Schwarzkopf Jr., da loro stessi citata.
In Occidente, il libro fu tradotto in francese (ma dal mancese) e pubblicato nel 1772 (e riedito nel 1782) dal gesuita francese Jean Joseph Marie Amiot. Una parziale traduzione in inglese fu tentata dall'ufficiale britannico Everard Ferguson Calthrop nel 1905, col titolo 'The Book of War'. La prima versione integrale in lingua inglese, annotata, fu compiuta da Lionel Giles nel 1910.

## Storia

### Le origini dell'opera
Come per tutte le opere dell'antica Cina, trascritte su strisce di bambù collegate da lacci di seta, la datazione de L'arte della guerra così come ci è stata trasmessa è molto incerta. Secondo Sima Qian (cinese semplificato: 司马迁; cinese tradizionale: 司馬遷; pinyin: Sīmǎ Qiān), nelle sue Memorie del grande storico (cinese semplificato: 史记; cinese tradizionale: 史記; pinyin: Shǐjì), Sun Zi, originario dello stato di Qi, l'attuale Shandong, avrebbe offerto il suo trattato al re Helü dello stato di Wu, attuale Zhejiang, nel 512 a.C. Tuttavia, lo stile del testo e la descrizione delle operazioni militari, di scala relativamente ampia, tendono ad una data più recente, probabilmente la fine del V secolo a.C. o l'inizio del IV secolo a.C., al passaggio dal Periodo delle primavere e degli autunni al Periodo degli Stati Combattenti (cinese semplificato: 战国时代; cinese tradizionale: 戰國時代; pinyin: Zhànguó Shídài), quando i conflitti si moltiplicavano tra stati sempre più grandi, organizzati e potenti, e la guerra perdeva il suo carattere ritualistico e codificato.
Cao Cao (cinese: 曹操; pinyin: Cáo Cāo), illustre signore della guerra, poeta e scrittore, fu autore, all'inizio del terzo secolo, del primo commentario su L'arte della guerra, che ne costituí una rielaborazione, senza però che sia possibile determinare esattamente in che misura. Mentre la letteratura storiografica cinese fa sistematicamente riferimento all'opera nei secoli successivi, le dimensioni e la struttura del trattato variano da fonte a fonte.

### Paternità dell'opera

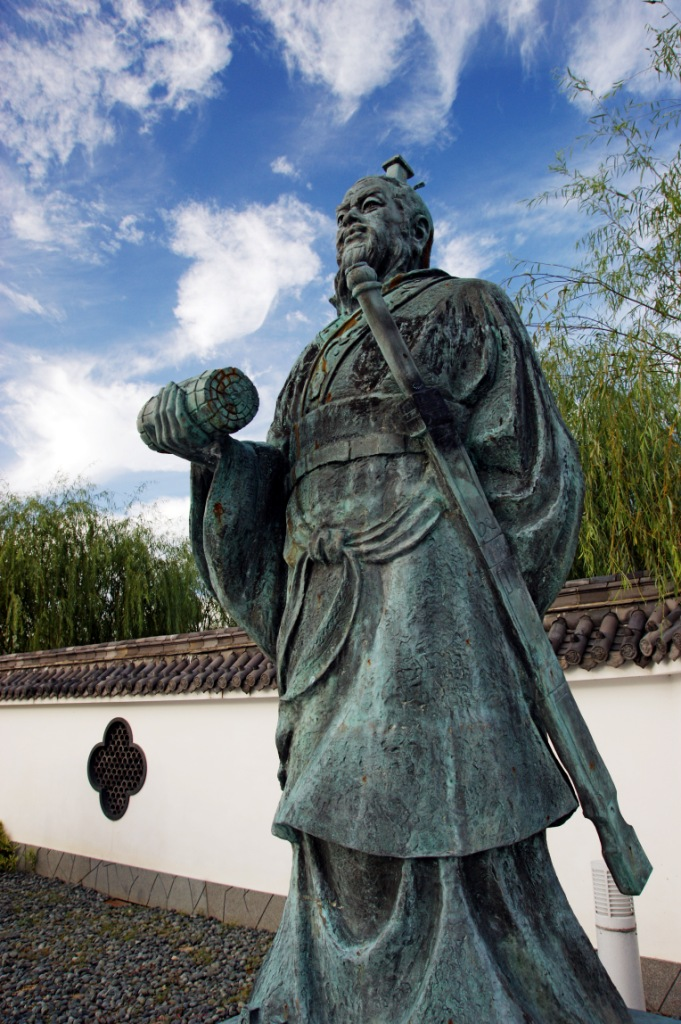
Statua di Sun Tzu, il probabile autore dell'opera

La leggenda, raccontata da Sima Qian e ancora viva in Cina, narra che, prima di ingaggiare Sun Zi come consigliere militare, il re di Wu volle testare le sue doti chiedendogli se le sue capacità strategiche potessero applicarsi anche alle donne; lo stratega, pertanto, accettò di dargliene dimostrazione usando le centottanta concubine del re. Sun Zi divise quindi le donne in due gruppi e pose a capo di ciascun gruppo le due favorite del re. Poi spiegò ai due gruppi le regole da seguire: agli ordini di Sun Zi, le donne avrebbero dovuto girarsi tutte nella direzione indicata. Al rullo dei tamburi ordinò quindi alle donne di voltarsi a destra, ma queste cominciarono a ridere e non obbedirono. Sun Zi disse allora: «Se le regole non sono chiare e gli ordini non vengono compresi, la colpa è del generale». Spiegò quindi ancora una volta le regole, quindi, al rullo dei tamburi, ordinò alle donne di voltarsi a sinistra. Ancora una volta le donne scoppiarono a ridere e non obbedirono. Sun Zi disse allora: «Se le regole non sono chiare e gli ordini non vengono compresi, la colpa è del generale; se, invece, le regole sono chiare, e tuttavia gli ordini non vengono eseguiti, allora la colpa è degli ufficiali». Diede quindi l'ordine di decapitare le due favorite. Il re, che aveva seguito le manovre dall'alto del suo padiglione, gli ordinò di fermare l'esecuzione dicendosi convinto dell'abilità di Sun Zi nel condurre le truppe, ma questi rispose che, nelle sue vesti di generale, vi erano ordini del re che poteva non seguire. Le due donne furono dunque giustiziate, e le favorite immediatamente inferiori per rango furono messe al comando dei due gruppi. Questa volta le donne obbedirono agli ordini senza indugio. A questo punto Sun Zi disse al re che le sue truppe erano pronte e ben istruite, e che avrebbero obbedito a qualsiasi suo ordine, invitandolo a passarle in rassegna. Ma il re lo congedò senza farlo e Sun Zi allora commentò: «Il re ama le belle parole, ma non sa metterle in pratica». Fu proprio in questo modo, racconta Sima Qian, che Sun Zi riuscì a dare prova delle sue teorie militari e a venire assunto al servizio regio.
Nel XII secolo, alcuni studiosi iniziano a dubitare dell'esistenza storica del personaggio di Sun Zi, sulla base del fatto che non compare nelle Cronache storiche di Zuo (cinese semplificato: 左传; cinese tradizionale: 左傳; pinyin: Zuǒ zhuàn; letteralmente: "Tradizione di Zuo") che elenca le figure importanti del Periodo delle primavere e degli autunni. Il nome di Sun Wu (cinese semplificato: 孙武; cinese tradizionale: 孫武; pinyin: Sūn Wǔ), vero cognome di "Maestro Sun", che non compare da nessuna parte prima delle Memorie del grande storico, emerge l'idea che potesse essere un soprannome coniato dallo storico e che significa "guerriero fuggitivo"; il nome "Sun" essendo lessicalmente legato al termine "fuggitivo", mentre il primo nome "Wu" si riferisce alla tradizionale virtù cinese del valore in combattimento, entrambi riferiti al ruolo svolto da Sun Zi nella storia che è fatto della vita del generale Wu Zixu. Sun Bin (cinese semplificato: 孙膑; cinese tradizionale: 孫臏; pinyin: Sūn Bìn), che sembra essere realmente esistito ed essere stato effettivamente un'autorità militare, si dice sia servito come ispirazione per la creazione del personaggio di Sun Zi attraverso un processo di evemerismo. Nel 1972 furono scoperte nelle tombe le tavolette Han di Yuanqueshan (cinese semplificato: 银雀山汉墓; cinese tradizionale: 銀雀山漢簡; pinyin: Yínquèshān Hànjiǎn; letteralmente: "Tavolette Han dalla Montagna del Passero d'Argento") della dinastia Han vicino alla città di Linyi nella provincia di Shandong. Tra le tavolette rinvenute vi sono due testi distinti: un primo, attribuito a Sun Zi e corrispondente a L'Arte della Guerra trasmessa attraverso i secoli; un secondo, di epoca posteriore, attribuito a Sun Bin. Il testo di Sun Bin si sovrappone in gran parte a quello di Sun Zi e sembra essere una continuazione di esso. Questa scoperta suggerisce quindi che il dibattito storico sulla paternità dell'opera trae origine dall'esistenza di due testi che potrebbero essere stati entrambi chiamati "metodi militari del Maestro Sun". Oggi sono effettivamente visti come due trattati separati.

## Contenuto

### Analisi
Il testo del trattato di Sun Zi, di cui ci sono pervenuti tredici capitoli, copre tutto ciò che riguarda lo sviluppo della strategia e la condotta delle battaglie. Mentre presenta lo studio della guerra come vitale per la sopravvivenza degli stati, ne considera anche i costi economici, morali e politici, stabilisce i criteri di valutazione a cui ogni principe e generale deve utilizzare per valutare l'avversario e per impegnarsi in combattimento solo con la certezza di vincere. Spiccano alcuni elementi caratteristici: l'autonomia del militare - il generale - dal politico - il principe - una volta presa la decisione di combattere, l'importanza fondamentale dell'astuzia e la necessaria pratica dello spionaggio. I precetti strategici di Sun Zi sono triplici. Primo, l'apice della strategia militare è ottenere la vittoria senza spargimento di sangue. Questo primo punto è il risultato diretto della considerazione del costo economico, morale e politico della guerra in un mondo in cui è praticata all'interno di una stessa società, la Cina imperiale, e mira alla cattura di risorse e la sottomissione dei vinti. Sun Zi non ha alcun interesse nel distruggere le risorse ambite o uccidere coloro che domani saranno i propri sudditi. La nozione di nemico ereditario non esiste ancora. In secondo luogo, la guerra fondamentalmente consiste nel trovare un vantaggio comparativo, e non si tratta di annientare l'avversario ma di fargli perdere la volontà di combattere. Questo secondo punto implica l'uso della forza in misura esattamente proporzionata alla natura dell'obiettivo politico perseguito. È fondamentale per Sun Zi essere economo, essere furbo, destabilizzare e lasciare all'azione bellica solo il ruolo di colpo finale sferrato a un nemico inerme. Infine, la conoscenza dell'avversario è il fattore chiave di ogni vittoria militare. Questo terzo punto è la proiezione diretta negli affari militari di una filosofia tradizionale cinese che tiene in grande considerazione l'intelligenza e la conoscenza in generale. Lo spionaggio per Sun Zi è l'apice dell'azione militare; processo attraverso il quale un signore della guerra può vedere il quadro più ampio e, se necessario, sapere in anticipo e senza paura di commettere un errore chi vincerà e chi perderà la guerra.

### Struttura
Il testo è organizzato in tredici capitoli dedicati all'analisi razionale delle diverse dimensioni della guerra e che identificano i principi del perseguimento intelligente di una guerra vittoriosa. La struttura è tuttavia relativamente libera per quanto riguarda l'organizzazione delle idee, in quanto alcuni concetti si trovano in varie forme in diversi capitoli.
I. Valutazioni di base (cinese semplificato: 始计; cinese tradizionale: 始計; Pinyin: Shǐjì)
La guerra è una questione di vitale importanza per lo stato, e cinque elementi devono essere oggetto della continua meditazione e cura degli ufficiali: "la Via" (o Tao); "Le stagioni" (o il clima); "il terreno" (o topografia); "Il generale" (o le qualità del leader); “La Disciplina” (o gestione delle risorse umane e materiali). Questi cinque fattori insieme determinano il risultato di un impegno militare. La considerazione coscienziosa di questi dati dovrebbe consentire al signore della guerra di calcolare le sue possibilità di vittoria. Il loro rifiuto o omissione, per ignoranza o presunzione, genera sconfitta.
II. Conduzione del conflitto (cinese semplificato: 作战; cinese tradizionale: 作戰; Pinyin: Zuòzhàn)
I fondamenti dell'economia di guerra e la necessità di vincere rapidamente impegni decisivi. Campagne militari di successo richiedono di limitare il più possibile i costi materiali e umani.
III. Pianificazione dell'attacco (cinese semplificato: 谋攻; cinese tradizionale: 謀攻; pinyin: Móugōng)
L'unità di un esercito, più che il suo numero, è la sua forza. Il signore della guerra deve, in ogni momento: sapere se può combattere e quando fermarsi; sapere se impegnarsi poco o molto; essere grato sia ai soldati ordinari che agli ufficiali; saper trarre vantaggio dalle circostanze; avere la certezza che il sovrano approva tutto ciò che viene fatto per il suo servizio.
IV. Disposizioni (Cinese semplificato: 军形; Cinese tradizionale: 軍行; Pinyin: Jūnxíng)
L'arte di praticare la difesa in modo appropriato è un prerequisito per qualsiasi offensiva di successo. Riconoscere le opportunità strategiche man mano che si presentano, per sapere quando andare avanti e quando ritirarsi, senza mai creare in cambio alcuna opportunità per il nemico.
V. La forza (cinese: 兵势; pinyin: Bīngshì)
L'abilità nel comandare le truppe si basa sull'uso creativo e agile delle rispettive abilità e abilità, nonché sulla distinzione tra ciò che deve essere fatto in segreto e ciò che deve essere fatto apertamente. Si tratta di creare slancio e cogliere di sorpresa il nemico.
VI. Vuoti e pieni (cinese semplificato: 虚实; cinese tradizionale: 虛實; Pinyin: Xūshí)
Le opportunità strategiche da cogliere sono le aperture che il nemico crea in reazione alle varie pressioni esercitate su di lui; il campo di battaglia è in qualche modo fluido.

## Citazioni
Capitolo I, Versetti 18 e 19:
兵者詭道也。(Bīng zhě guǐdào yě.)
故能而示之不能用而示之不用近而示之遠遠而示之近。(Gù néng ér shì zhī bùnéng yòng ér shì zhī bùyòng jìn ér shì zhī yuǎn yuǎn ér shì zhī jìn.)
"Qualsiasi campagna di guerra deve essere risolta in apparenza; fingere disordine, non mancare mai di esca al nemico per attirarlo, simulare l'inferiorità per incoraggiare la sua arroganza, sapere come suscitare la sua rabbia per farlo cadere meglio nella confusione: la sua lussuria te lo getterà addosso per sé. rompere lì."
Questo verso è comunemente usato in una forma abbreviata:
"Tutta la guerra si basa sull'inganno."
Capitolo II, verso 3:
久暴師則國用不足。(Jiǔ bào shī zé guó yòng bùzú.)
“Non puoi tenere le truppe sul campo a lungo senza causare grossi danni allo Stato."
Questo verso è comunemente usato in una forma abbreviata:
“Mai una guerra prolungata è andata a vantaggio di nessun paese."
Capitolo III, Verso 2:
是故百戰百勝非善之善者也不戰而屈人之兵善之善者也。(Shì gù bǎi zhàn bǎishèng fēi shànzhī shàn zhě yě bù zhàn ér qū rén zhī bīng shànzhī shàn zhě yě.)
"Piuttosto, devi sottomettere il nemico senza dare battaglia: questo sarà il caso in cui più ti alzi al di sopra del bene, più ti avvicini all'incomparabile e all'eccellente."
Questo verso è comunemente usato in una forma abbreviata:
“L'arte della guerra è sottomettere il nemico senza combattere."
Capitolo III, Vers 18:
故曰：知彼知己，百戰不殆；不知彼而知己，一勝一負；不知彼，不知己，每戰必殆。(Gù yuē: Zhī bǐ zhījǐ, bǎizhànbùdài; bùzhī bǐ ér zhījǐ, yī shèngyī fù ; bùzhī bǐ, bù zhījǐ, měi zhàn bì dài.)
“Conosci il tuo nemico e conosci te stesso; in cento guerre da combattere, non sarai mai vinto (不殆=non perire). Se ignori il tuo nemico e conosci te stesso, le tue possibilità di perdere e vincere saranno uguali. Se ignori sia il tuo nemico che te stesso, conterai i tuoi combattimenti solo in base alle tue sconfitte."
Questo verso si trova in forma condensata in un proverbio della lingua cinese contemporanea:
知己知彼，百戰不殆。 (Zhī jǐ zhī bǐ, bǎi zhàn bù dài.)
"Conosci il tuo nemico e conosci te stesso, vincerai cento volte senza rischi."

## Posterità

### Nel pensiero strategico occidentale
L'Arte della Guerra è ancora insegnata nelle scuole militari occidentali, dove è più spesso oggetto di studi comparativi con i canoni del pensiero strategico europeo e nordamericano, e in particolare con i più influenti: Della guerra, di Carl von Clausewitz.
Apparentemente c'è una frattura tra C. von Clausewitz e Sun Zi. Il primo vive e scrive nell'Europa dell'inizio del XIX secolo, mentre la vita e il lavoro del secondo sono radicati nell'antica Cina imperiale. Mentre Della guerra è un lungo corpo di prosa, L'Arte della Guerra assume la forma di una serie di aforismi. Il primo è di quasi 600 pagine, il secondo poco meno di 40. I due autori presentano anche preferenze strategiche diverse, così come opinioni diverse sull'uso dell'inganno e dello spionaggio.
Per quanto riguarda le preferenze strategiche di ciascuno, va notato, prima di tutto, che Sun Zi stabilisce la vittoria senza spargimento di sangue come l'ideale della strategia militare, mentre C. von Clausewitz sostiene che la riluttanza a usare la forza può equivalere a lasciare il potere all'avversario. Secondo, Sun Zi vede la guerra come la ricerca di un vantaggio comparato e la vittoria come l'annientamento della volontà di combattere dell'avversario; questa strategia si basa molto sul controllo delle informazioni e sulle azioni psicologiche. C. von Clausewitz, invece, insiste sugli imponderabili, sugli attriti, che rendono le campagne militari mai così efficaci come previsto, e vede nell'annientamento dell'avversario la via più sicura per ottenere la vittoria.
Per quanto riguarda l'uso dello spionaggio, Sun Zi può essere considerato ottimista, in quanto ritiene, da un lato, che le azioni psicologiche siano il modo più efficace per ottenere il vantaggio sull'avversario e d'altra parte, che una perfetta padronanza dell'informazione consente di determinare in anticipo l'esito di una campagna militare. C. von Clausewitz, da parte sua, è dell'opinione che i rapporti di spionaggio siano molto spesso incerti nel migliore dei casi e contraddittori nel peggiore dei casi, quindi non è ragionevole basare su di essi una strategia militare.
Sebbene i due strateghi offrano visioni diametralmente opposte sulla guerra, le loro opere rimangono i modelli della strategia militare mondiale e occupano un posto centrale nella formazione teorica dei praticanti occidentali. Il motivo è, in parte, che consentono di affrontare rispettivamente le nozioni di approccio indiretto e approccio diretto. La storia del Novecento mostra, inoltre, che alcuni trarranno beneficio dalla lettura dei due Trattati. Mao Zedong, in particolare, sarà ispirato da loro a vincere nel 1949 e, in seguito, a teorizzare la Guerra rivoluzionaria.

### Influenza culturale
- La band metal svedese Sabaton copre questo lavoro nel loro album The Art of War. Questa è anche una delle canzoni dello stesso album. Al suo interno ogni canzone ha un'introduzione tradotta in inglese ma comunque tratta dal libro. La prima traccia si chiama Sun Tzu Says.
- L'arte della guerra è spesso citato in Arc 2: Battle Tendency, di Le bizzarre avventure di JoJo.
- Nella webserie Il revient quand Bertrand ?, gli episodi prendono il nome da citazioni da l'arte della guerra e servono come guida spirituale per i due protagonisti.

## Alcuni estratti

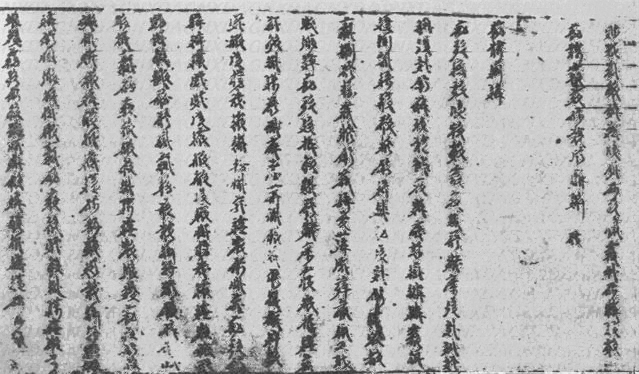
Manoscritto de L'arte della guerra

- "Il più grande condottiero è colui che vince senza combattere"
- "In ogni conflitto le manovre regolari portano allo scontro, e quelle imprevedibili alla vittoria"
- "Combatti con metodi ortodossi, vinci con metodi straordinari"
- "Se sei inattivo mostra movimento, se sei attivo mostrati immobile"
- "Chi è prudente, e aspetta con pazienza chi non lo è, sarà vittorioso"
- "Quando ti muovi sii rapido come il vento, maestoso come la foresta, avido come il fuoco, incrollabile come la montagna"
- "Conosci il nemico, conosci te stesso, mai sarà in dubbio il risultato di 100 battaglie"
- "I Soldati vanno trattati innanzitutto con umanità, ma controllati con ferrea disciplina. Questa è la strada per la vittoria"
- "Un risultato superiore consiste nel conquistare intero e intatto il paese nemico. Distruggerlo costituisce un risultato inferiore"
- "L'invincibilità dipende da noi. La vulnerabilità del nemico dipende dai suoi sbagli."

## Opere affini
- La strategia militare di Sun Pin
- Strategikon di Maurizio
- Il libro dei cinque anelli di Miyamoto Musashi
- Dell'arte della guerra di Niccolò Machiavelli
- Epitoma rei militaris di Publius Flavius Vegetius Renatus
- Strategemata di Sextus Julius Frontinus
- Della guerra di Carl von Clausewitz
- "Il Codice del potere" (Arthaśāstra) di Kautilya
- La guerra di guerriglia di Ernesto "Che" Guevara
- Hagakure di Yamamoto Tsunetomo
- Le 33 strategie della guerra di Robert Greene (scrittore)

## Edizioni italiane
- L'arte della guerra, trad. dall'edizione inglese di Olga Premoli Taiti, a cura di S.B. Griffith, Prefazione di Basil Henry Liddell Hart, Roma, Edizioni del Borghese, 1965.
- L'arte della guerra. Tattiche e strategie nell'antica Cina, Prefazione, trad. dal cinese e cura di Renato Padoan, Milano, Sugarco, 1980.
- L'arte della guerra, trad. condotta sull'edizione in lingua inglese condotta da Lionel Giles (pubblicata nel 1910), Introduzione di Alessandro Corneli, saggio di Krzysztof Gawlikowski, Collana Saggi, Napoli, Guida, 1988, 1998, ISBN 978-88-718-8228-4.
- L'arte della guerra, trad. di Giampaolo Fiorentini, a cura di Thomas Cleary, Collana Civiltà dell'Oriente, Roma, Astrolabio Ubaldini, 1990, ISBN 978-88-340-0991-8.
- L'arte della guerra, trad. e cura di Riccardo Fracasso, Collana TEN Roma, Newton Compton, 1994, ISBN 88-7983-367-7.
- L'Arte della guerra, trad. di Leonardo Vittorio Arena, Milano, BUR, 1997.
- L'arte della guerra. I metodi militari, trad. di Stefano Di Marino, a cura di Ralph D. Sawyer in collaborazione con Mei-chün Lee Sawyer, Collana I colibrì, Vicenza, Neri Pozza, 1999; Collana Bestseller, BEAT, 2014, 2019, ISBN 978-88-655-9678-4.
- L'Arte della Guerra. Il manuale dello stratega, trad. [dall'inglese] di Sebastiano Fusco, Collana Hobby, Roma, Edizioni Mediterranee, 2002, ISBN 978-88-272-1453-4.
- L'arte della guerra, trad. a cura di The Denma Translation Group, Introduzione di Amarillis Monica Rossi, Collana Oscar Varia, Milano, Mondadori, 2003.
- L'arte della guerra, trad. [dalla versione in lingua inglese] di Mauro Conti, Collana I nuovi classici, Siena, Barbera, 2006-2012, ISBN 978-88-789-9108-8; Santarcangelo di Romagna, Idea Libri, 2009; Collana UEF. I Classici, Milano, Feltrinelli, 2011; Foschi, 2017; Liberamente, 2019; Theoria, 2023; con testo cinese a fronte, Collana Varia, Milano, Feltrinelli, 2023, ISBN 978-88-074-9371-3.
- L'arte della guerra, a cura di Tommaso Gurrieri, Collana Classici, Firenze, Bàrbes, 2008, ISBN 978-88-629-4019-1.
- in L'arte della guerra. Da Sun Tzu a Clausewitz, a cura di Gastone Breccia, Collana I Millenni, Torino, Einaudi, 2009.
- L'arte della guerra, trad. di Marco Frossi, Collana Classici Tascabili, Milano, Baldini & Castoldi, 2011, 2014.
- L'arte della guerra, a cura di Attilio Andreini e Maurizio Scarpari, trad. di Debora Paparella e A. Andreini e Micol Biondi, commento di Jean Levi, illustrazioni scelte e commentate da Alaine Thote, Collana Saggi n.937, Torino, Einaudi, 2013, ISBN 978-88-062-1065-6; Collana ET Classici, Einaudi, 2016.
- L'arte della guerra, trad. di Miriam Castorina, Introduzione di Antonio Franchini, Collana Passepartout, Bussolengo, Demetra, 2017; Firenze, Giunti, 2021.
- L'arte della guerra, trad. di Anna Pensante, Collana Sol Levante, Milano, Luni, 2018, ISBN 978-88-798-4565-6.
- L'arte della guerra, trad. di Enrico Lavagno, Vercelli, Nuinui, 2024, ISBN 978-28-893-5487-0.